# Нижнее Мошево (посёлок)
Нижнее Мошево — посёлок в Соликамском районе Пермского края. Входит в состав Тюлькинского сельского поселения.

## Географическое положение
Расположен на левом берегу Камы, при впадении в неё реки Мошевица, примерно в 8,5 км к юго-востоку от центра поселения, посёлка Тюлькино, и в 22 км к северо-западу от районного центра, города Соликамск.

## Население
| 2010 |
| ---- |
| 838  |

## Улицы[2]
- Ковалева ул.
- Лесная ул.
- Лесной пер.
- Новая ул.
- Спортивная ул.

## Топографические карты
- Лист карты O-40-6 Тюлькино. Масштаб: 1 : 100 000. Издание 1978 г.